# Бобров, Николай Николаевич
Николай Николаевич Бобров (1898—1952) — советский писатель.

## Биография
Родился 3 апреля 1898 года[по какому календарю?] в Новороссийске.
Во время Великой Отечественной войны был специальным корреспондентом газеты ВВС Красной Армии «Сталинский сокол», майор интендантской службы; был награждён орденом Красной Звезды.
Им были написаны: роман «Алла» (1921—1922); повести «Большая жизнь» - о К. Э. Циолковском (1936), «Чкалов» — о Чкалове (1936—1952), «Беспокойное сердце» (1940-е) и др.; пьеса в соавторстве с Ю. Б. Лукиным «Крылья» (1947); рассказы, очерки, статьи: «Месяц в лаборатории акад. И. П. Павлова» (1931), «ЦАГИ» (1932), «Самолет „Максим Горький“» (1933), «Как люди учились летать» (1936—1937), о Н. Е. Жуковском (1937—1951), «Марина Раскова» (1943), «Иван Кожедуб» (1945), «Донбасс сегодня» (1946—1947), «Огни на Карпатах» (1947) и др.
Умер в 1952 году. Похоронен на Введенском кладбище (уч. 24).